# Izet Nanić

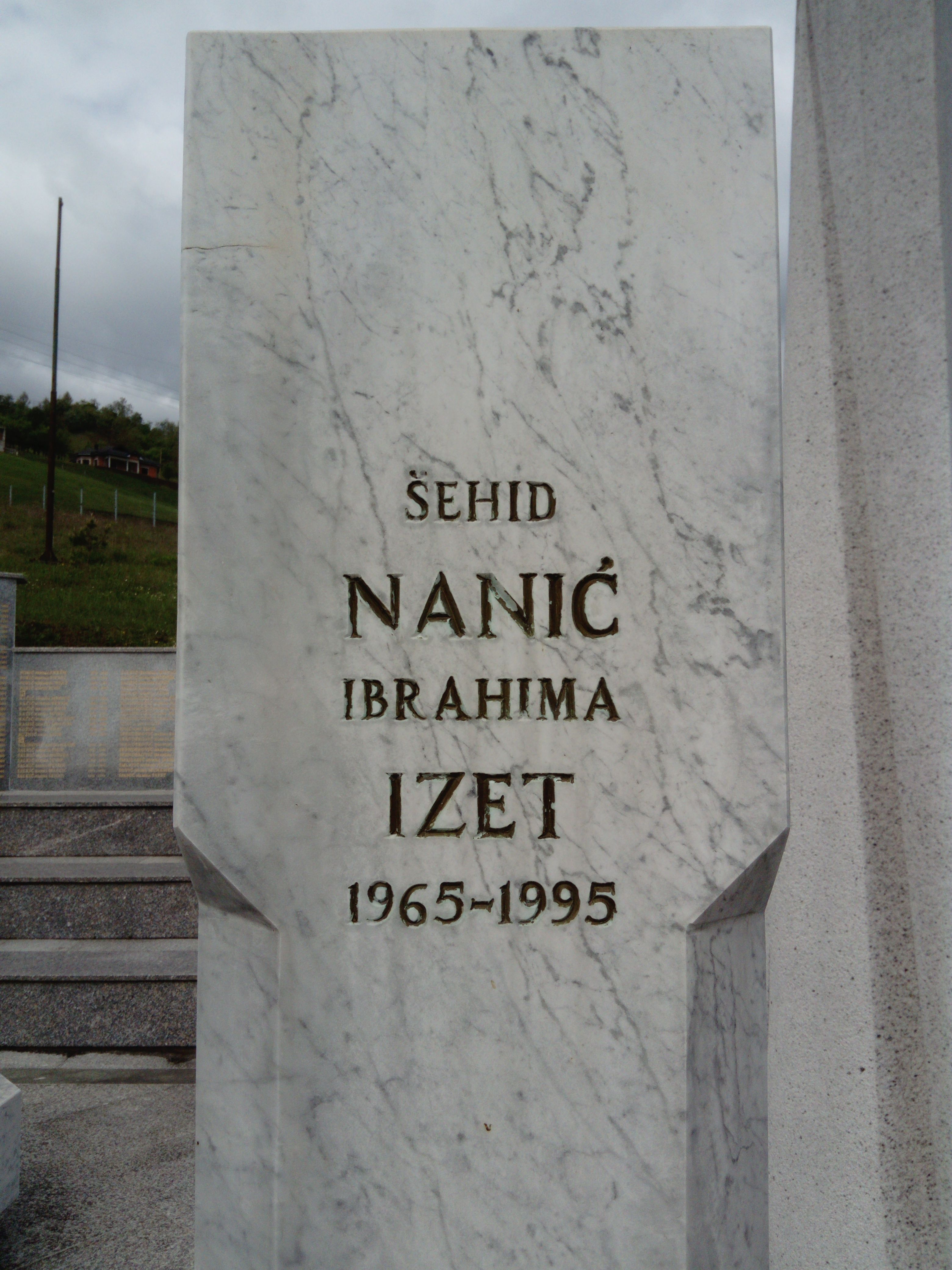
Grabstätte von Izet Nanić (2017)

Izet Nanić (* 4. Oktober 1965 in Bužim; † 5. August 1995 in Ćorkovača) war ein bosnischer Offizier und posthum Brigadegeneral (1996).

## Biografie
Nanić war der Sohn von Rasima und Ibrahim Nanić und wuchs mit sechs  Geschwistern auf. Er besuchte die Grundschule in Buzim dann die Militärakademien in Zagreb, Belgrad und Sarajevo. Anschließend beendete er die Ausbildung in Belgrad und diente in Kragujevac als Offizier in der JNA. Nach den großen Spannungen in Kroatien kam es zum Krieg. Nanić fürchtete einen Einsatz in Vukovar; er brach sich aber das Bein und kehrte Anfang 1992 nach Bužim zurück. Dort wurde er der Kommandeur der 105. später 505. Brigade von Bužim.
Nanić starb 1995 bei der Operation Oluja. Er hinterließ seine Frau und drei Kinder.
Bis heute gilt er als Nationalheld für die Bosniaken.

## Ehrungen
- Orden der Helden des Befreiungskrieges, posthum
- Benennung einer Straße in Buzim